# Giorgio Bo
Giorgio Bo (Sestri Levante, 4 febbraio 1905 – Roma, 19 gennaio 1980) è stato un politico, antifascista e partigiano italiano, più volte Ministro della Repubblica Italiana e membro storico della Democrazia Cristiana.

## Biografia
Nato il 4 febbraio 1905 a Sestri Levante, in provincia di Genova, docente universitario in Diritto civile insegna a Modena, a Ferrara e quindi a Genova.
Convinto antifascista, è tra i 44 docenti universitari che, dopo il 25 luglio 1943, firmano un documento che plaude alla caduta di Mussolini, partecipando alla Resistenza e fu uno dei fondatori della Democrazia Cristiana (DC) in Liguria.
Inizia come consigliere comunale a Genova nel 1946, dove da dirigente regionale della DC si batte per la Repubblica al referendum istituzionale di quell'anno, e successivamente nel 1948 viene eletto al Senato della Repubblica, di cui fu Vicepresidente (1953-1957) ove d'allora è stato riconfermato per la DC fino al 1976.
Nel corso della sua carriera politica, Bo ricoprì molti incarichi governativi: fu per ben otto volte Ministro delle Partecipazioni Statali, Ministro dell'Industria e del Commercio, della Riforma dell'Amministrazione e della Ricerca Scientifica.
Giorgio Bo nella DC faceva parte della corrente denominata "Base", che vedeva lui tra i fondatori e rappresentava la cosiddetta "sinistra DC".
Muore a Roma il 19 gennaio del 1980.
Il suo archivio è conservato in Genova, presso lo studio notarile del pronipote, Notaio Federico Cattanei.